# کفریا، البقاع
کفریا (به عربی: كفريا) یک منطقهٔ مسکونی در لبنان است که در شهرستان بقاع غربی واقع شده‌است.